# Stezalice
Stezalice ili žabice (engl.: wire rope clips) su dio palubne opreme broda koje nam služe za povezivanje krajeva čelik-čela ili za produljenje čelik-čela drugim. Stezalice se također upotrebljavaju i kada treba prepraviti pojedinu upletku na čelik-čelu, ail i u trenutcima uporabe čelik-čela kada nema dovoljno vremena napraviti upletku.
Stezalica se sastoji od dva dijela, od jednog dijela u obliku slova U, koji na oba kraja završava navojem i na koji se postavlja drugi dio, tzv. stezač, koji se steže maticama po narezanom dijelu stezalice.

## Pravila pri uporabi stezalica
Osnovno pravilo pri uporabi stezalica je pravilno odabrati njihovu veličinu. Ako se odaberu stezalice manjeg promjera od potrebnog one će sjeći čelik-čelo, te će ga nakon nekog vremena uništiti, a ako su veće od potrebnog tada one neće dovoljno stegnuti čelik-čelo i doći će do iskliznuća.
Drugo pravilo odnosi se na montažu stezalica na čelik čelo. Sve stezalice uvijek moraju biti isto okrenute i uvijek dio s narezom mora biti položen iza slobodne strane čelik-čela, kako bi time pospješivale trenje.